# Anagyrus sawadai
Anagyrus sawadai är en stekelart som beskrevs av Ishii 1928. Anagyrus sawadai ingår i släktet Anagyrus och familjen sköldlussteklar. Inga underarter finns listade i Catalogue of Life.